# TeleTu
 (mai 2021).
La mise en forme du texte ne suit pas les recommandations de Wikipédia : il faut le « wikifier ».
Les points d'amélioration suivants sont les cas les plus fréquents. Le détail des points à revoir est peut-être précisé sur la page de discussion.
- Les titres sont pré-formatés par le logiciel. Ils ne sont ni en capitales, ni en gras.
- Le texte ne doit pas être écrit en capitales (les noms de famille non plus), ni en gras, ni en italique, ni en « petit »…
- Le gras n'est utilisé que pour surligner le titre de l'article dans l'introduction, une seule fois.
- L'italique est rarement utilisé : mots en langue étrangère, titres d'œuvres, noms de bateaux, etc.
- Les citations ne sont pas en italique mais en corps de texte normal. Elles sont entourées par des guillemets français : « et ».
- Les listes à puces sont à éviter, des paragraphes rédigés étant largement préférés. Les tableaux sont à réserver à la présentation de données structurées (résultats, etc.).
- Les appels de note de bas de page (petits chiffres en exposant, introduits par l'outil «  Source ») sont à placer entre la fin de phrase et le point final[comme ça].
- Les liens internes (vers d'autres articles de Wikipédia) sont à choisir avec parcimonie. Créez des liens vers des articles approfondissant le sujet. Les termes génériques sans rapport avec le sujet sont à éviter, ainsi que les répétitions de liens vers un même terme.
- Les liens externes sont à placer uniquement dans une section « Liens externes », à la fin de l'article. Ces liens sont à choisir avec parcimonie suivant les règles définies. Si un lien sert de source à l'article, son insertion dans le texte est à faire par les notes de bas de page.
- La présentation des références doit suivre les conventions bibliographiques. Il est recommandé d'utiliser les modèles {{Ouvrage}}, {{Chapitre}}, {{Article}}, {{Lien web}} et/ou {{Bibliographie}}. Le mode d'édition visuel peut mettre en forme automatiquement les références.
- Insérer une infobox (cadre d'informations à droite) n'est pas obligatoire pour parachever la mise en page.

Pour une aide détaillée, merci de consulter Aide:Wikification.
Si vous pensez que ces points ont été résolus, vous pouvez retirer ce bandeau et améliorer la mise en forme d'un autre article.
TeleTu S.p.A. (anciennement Tele2 Italia S.p.A., puis Opitel S.p.A.) était une entreprise de télécommunications italienne qui fournissait des services de téléphonie fixe,.
Fondée en 1999 par Tele2, elle a été vendue en 2007 à Vodafone, qui l'a incorporée en 2012, entamant un processus de cession de la marque, achevé en 2015.

## Histoire
En avril 1999, Tele2 a fondé sa succursale italienne, Tele2 Italia.
Elle a demandé à Telecom Italia une libéralisation, c'est-à-dire un dégroupage, reconnu uniquement par Infostrada et Fastweb.
À l'été 2005, elle a commencé à proposer l'ADSL dans les grandes villes, dont Milan et Rome, en dégroupage, puis a rapidement étendu le service à de nombreuses autres régions d'Italie.
Depuis janvier 2006, elle offre à ses clients la possibilité de se détacher de Telecom Italia et de ne plus payer les frais associés.
À l'automne 2007, elle a ajouté une fonction de filtrage du trafic P2P à son service ADSL.
Le 6 octobre 2007, comme cela s'est également produit en Espagne, elle a été acquise par Vodafone Italia,.
N'étant plus lié à Tele2, à compter du 1er janvier 2010, la marque de l'opérateur a été modifiée, qui est ainsi devenue TeleTu.
Le 1er octobre 2012, TeleTu, à la suite de la fusion par incorporation avec Vodafone Italia, a commencé à vendre ses produits sous la marque Vodafone. A partir du 1er avril 2015, la marque TeleTu a été officiellement abandonnée au profit de celle de la société mère et tous ceux qui étaient ses clients passent automatiquement à Vodafone.

## Historique des logos

1999-2007
2007-2010
2010-